# Solanum simplicissimum
Espèce
Solanum simplicissimum est une espèce de plante herbacée tubéreuse de la famille des Solanaceae. C'est une espèce endémique rare des montagnes du Pérou. Elle est apparentée à la pomme de terre cultivée, mais contrairement à celle-ci, elle est diploïde (2n = 2x = 24).
Nom vernaculaire : ñame (en espagnol du Pérou).

## Habitat et distribution
Solanum simplicissimum est une espèce endémique du Pérou dont l'aire de répartition est limitée à la région cisandine du département de Lima.
Elle croit entre 1600 et 2600 mètres d'altitude dans des milieux xérophytiques, souvent associée à des Cactaceae, Bromeliaceae et diverses herbacées parmi lesquelles Solanum medians (autre pomme de terre sauvage de la section Petota) et Solanum pimpinellifolium (tomate à petits fruits).